# Geórgios Theodorídis
Geórgios Theodorídis (Grecia, 12 de diciembre de 1972) es un atleta griego especializado en la prueba de 60 m, en la que consiguió ser medallista de bronce mundial en pista cubierta en 2004.

## Carrera deportiva
En el Campeonato Mundial de Atletismo en Pista Cubierta de 2004 ganó la medalla de bronce en los 60 metros lisos, llegando a meta en un tiempo de 6.54 segundos, tras el británico Jason Gardener y el estadounidense Shawn Crawford (plata con 6.52 segundos).